# Bassigney
Bassigney település Franciaországban, Haute-Saône megyében. Lakosainak száma 121 fő (2022. január 1.). Bassigney Dampierre-lès-Conflans, Bourguignon-lès-Conflans és Conflans-sur-Lanterne községekkel határos.

## Népesség
A település népességének változása:
| Lakosok száma | 134  | 137  | 135  | 127  | 122  | 121  | 119  | 118  | 121  |
|               | 2013 | 2015 | 2016 | 2017 | 2018 | 2019 | 2020 | 2021 | 2022 |